# Myrmecodillo jacksoni
Myrmecodillo jacksoni är en kräftdjursart som först beskrevs av Henri Dalens 1988.  Myrmecodillo jacksoni ingår i släktet Myrmecodillo och familjen Armadillidae. Inga underarter finns listade i Catalogue of Life.